# Hanns Floerke
Hanns Floerke (* 25. März 1875 in Weimar; † 30. August 1944 in Bad Tölz) war ein deutscher Kunsthistoriker, Schriftsteller, Übersetzer und Herausgeber.

## Leben
Hanns Floerke war der Sohn des Schriftstellers und Kunsthistorikers Gustav Floerke. Er lebte vor 1914 als Privatgelehrter in München, nach 1933 war er Verlagsdirektor und Vorstandsmitglied des Albert Langen/Georg Müller Verlages. Zum 1. Mai 1933 trat er der NSDAP bei (Mitgliedsnummer 1.925.331).
Er war Verfasser kunstgeschichtlicher Werke, Übersetzer und Herausgeber zahlreicher Werke der Weltliteratur, vor allem aus dem Französischen und Italienischen, auch aus dem Lateinischen und dem Griechischen (etwa des Lukian von Samosata).
Die Zweite Reihe der Buchreihe Klassiker des Altertums, die zunächst im Verlag Georg Müller, dann bei Propyläen erschien, wurde von ihm herausgegeben.

## Werke
- Studien zur niederländischen Kunst- und Kulturgeschichte. Georg Müller, München/Leipzig 1905 (Digitalisat).
- Hagia Hybris. Ein Buch des Zorns und der Weltliebe. Georg Müller, München 1907.
- Böcklin und das Wesen der Kunst. Georg Müller, München 1927.
- Deutsches Wesen im Spiegel der Zeiten. Otto Reichel Verlag, Berlin 1916.